# الحروف (المخادر)

تعديل مصدري - تعديل

الحروف محلة تابعة لقرية الشاثة، التابعة لعزلة بضعة بمديرية المخادر إحدى مديريات محافظة إب في الجمهورية اليمنية، بلغ تعداد سكانها 35 حسب تعداد اليمن لعام 2004.